# KkStB-Tenderreihe 1
Die kkStB-Tenderreihe 1 war eine Schlepptenderreihe der kkStB, deren Tender ursprünglich von der Niederösterreichischen Südwestbahn (NÖSWB) stammten.
Sie wurden 1892 in 3.17–23 umgezeichnet.